# Manuel Halvelik
Manuel Halvelik (Flandes, Bélgica, 14 de abril de 1925-Amberes, 29 de junio de 2016), seudónimo de Kamiel Vanhulle, fue un astrónomo, lingüista y escritor belga. Fue durante muchos años empleado en Grafika Centro Antverpeno y colaborador de la revista Monato.
Es célebre por haber creado tres variantes ficticias del esperanto: el popido (un dialecto), el gavaro (una jerga) y el más popular de todos, el arcaicam esperantom, un intento por crear una variante "antigua" del esperanto, así como el español y el inglés antiguos lo son para esos idiomas modernos o como lo es el latín para las lenguas romances de la actualidad.

## Obras

### Astronomía y cosmología
- Pri gravito kaj tempo en rilato kun tempovojaĝado kaj la NIFO‑fenomeno (Acerca de la gravedad y el tiempo en relación con el viaje en el tiempo y el fenómeno OVNI) 1967.
- Kŭazaroj... ĉu estiĝantaj sunsistemoj? (Quásares... ¿sistemas solares en ciernes?) 1968.
- Strukturo kaj evoluo de astronomiaj objektoj laŭ plasmofizikaj principoj (Estructura y evolución de objetos astronómicos según los principios de la física del plasma) 1978.

### Otros
- Universala skribo (Escritura universal) 1966.
- Arkaika Esperanto – Arcaicam Esperantom (Esperanto arcaico) 1969.
- Popido: popola idiomo, la verda dialekto (Popido: Idioma popular, el dialecto verde) 1973.
- Normigo de helenlatinaj terminoj en Esperanto. Projekto (Normalización de los términos heleno-latinos en el esperanto. Proyecto) 1984.
- Lingvonormiga reformo de Esperanto. Projekto (Reforma del esperanto para su normalización lingüística. Proyecto) 1987.
- Nova Nomsistemo por Lingviko, kun enkonduko pri Kontrasta Triaksismo (Nuevo sistema de denominaciones para la lingüística, con introducción al triaxismo kontrastivo) - 250 p., 1992.
- La internacia terminologia ŝlosilo por sciencoj kaj teknikoj (La clave de la terminología universal para ciencias y técnicas) 1993.

### Lengua materna
- Spelling 2000 (Reforma ortográfica al neerlandés) 1980.
- Handboek van het Sint-Truidens dialekt 1983.
- Quelle clé pour la Terminologie internationale 1994.
- The Trimeral System in Biological Nomenclature 1996.